# 293926 Harrystine
293926 Harrystine è un asteroide della fascia principale. Scoperto nel 2007, presenta un'orbita caratterizzata da un semiasse maggiore pari a 2,3095546 UA e da un'eccentricità di 0,1744584, inclinata di 2,17227° rispetto all'eclittica.
L'asteroide è dedicato allo statunitense G. Harry Stine, pioniere del razzimodellismo.